# Шепелево (Калузька область)
Шепелево (рос. Шепелево) — залізнична станція в Козельському районі Калузької області Російської Федерації.
Населення становить 83 особи. Входить до складу муніципального утворення Місто Сосенський.

## Історія
Від 2004 року входить до складу муніципального утворення Місто Сосенський.

## Населення
| 2002 | 2010 |
| ---- | ---- |
| 114  | ↘83  |